# 塞特卡萨斯
塞特卡萨斯（西班牙語：Setcasas，加泰隆尼亞語發音：[ˌsɛtˈkazəs, ˌsɛˈkːazəs]）是西班牙加泰罗尼亚赫罗纳省的一个市镇。总面积49平方公里，总人口189人（2013年）
，人口密度3.85人/平方公里。)